# Leiophron sahlbergellae
Leiophron sahlbergellae är en stekelart som först beskrevs av Wilkinson 1927.  Leiophron sahlbergellae ingår i släktet Leiophron och familjen bracksteklar. Inga underarter finns listade i Catalogue of Life.